# هلال بن وكيع
هلال بن وكيع بن بشر العبدلي الدارمي التميمي (20 ق هـ - 602م/ 36 هـ - 656 م): فارس، خطيب، ومن رؤساء بني تميم. مولده ومقتله في البصرة، مختلف في صحبته للنبي محمد ﷺ، وقد رجح صحبته ابن الأثير قائلاً: « هلال بن وكيع بن بشر التميمي مع عائشة، له صحبة».
وفد على عمر بن الخطاب لما ولي الخلافة في وفد من البصرة مع الأحنف بن قيس، وزيد بن جلبة. وكانت له رئاسة بني تميم في زمن الخليفة عمر، وزعم ابن دريد أن زعامته متوارثة قائلاً: «وكيع بن بشر، كان سيِّد بني تميم، رأّسه عمر بن الخطاب. وابنه هلال، رأّسه عُمر بعد أبيه». وكان في آخر أمره على ميسرة جيش عائشة في يوم الجمل، وكان على راية بنو تميم، فقتله مالك بن الأشتر.

## النسب
- هلال بن وكيع بن بشر بن عمرو بن عدس بن زيد بن عبد الله بن دارم بن مالك بن حَنْظلة بن مالك بن زيد مناة بن تميم. العبدلي الدارمي التميمي[8][9]
- وهو الجد الثاني للقاضي الشهير محمد بن سماعة بن عبيد الله بن هلال بن وكيع بن بشر.[10]

## نشأته وإسلامه
نشأ هلال بن وكيع في بيت عز وسيادة، فأبوه وكيع بن بشر أحد سادات بني تميم قبل الإسلام، وفي خلافة عمر بن الخطاب رأّسه على بني تميم وأعطاه لوائهم، وفي ذلك يقول ابن أبي الحديد: «وقيل: وراثة المقام سبيل وراثة اللواء، دفع رسول الله ﷺ لواء بني عبد الدار إلى مصعب بن عمير، ودفع عمر بن الخطاب لواء بني تميم إلى وكيع بن بشر، ثم دفعه إلى الأحنف حين لم يوجد في بني زرارة - بني عدس بن زيد - من يستحق وراثة اللواء». وقد ورث هلال السيادة عن أبيه، قال ابن دريد: «وكيع بن بشر، كان سيِّد بني تميم، رأّسه عمر بن الخطاب. وابنه هلال، رأّسه عُمر بعد أبيه».
ورغم سيادته إلا أنه كان هو وأبيه من الفقراء، وفي ذلك يقول المدائني:«كان يقال: أربعة سادوا ولا مال لهم: وكيع بن بشر بن عمرو بن عدس، وابنه هلال بن وكيع، والأحنف بن قيس، وهلال بن أحوز ساد بالبشر الحسن». وكان وكيع فارسًا شجعان، يحسن الخطابة، ويجيد الرمي بالقوس، وكانت له مهارة حتى عرف بصاحب القوس، وفي ذلك قال صاحب العقد الفريد:«هلال بن وكيع بن بشر، وهو بيت بني تميم، وصاحب القوس».
وقد اختلف في صحبته، وفي ذلك يقول ابن حجر العسقلاني:«هلال بن وكيع: ذكره أبو عمر في الصحابة، ولم يذكر مستندًا، وقال: إنه قُتل يوم الجمل. وقد تقدم في ترجمة زيد بن جبلة أنّ هلال بن وكيع وفد على عمر، فدلّ على أنه لم ير النبيّ ﷺ». بينما ذكره في الصحابة أبو عمر ابن عبد البر والصفدي، وجزم ابن الأثير في صحبته قائلاً: «قتل هلال بن وكيع بن بشر التميمي مع عائشة، له صحبة».

## وفوده إلى عمر
روى المدائني والجاحظ بسندهما عن أبي ريحانة قال:«وفد هلال بن وكيع، والأحنف بن قيس، وزيد بن جبلة على عمر،  فقال هلال بْن وكيع: يا أمير المؤمنين إنا غُرَّة من وراءنا، ولباب من خلفنا من قومنا، وَإِنَّكَ إن تصرفنا بالزيادة فِي أعطياتنا والفريضة لعيالاتنا يزود الشريف منّا لك تأميلًا، وتكون لذوي الأحساب أبًا بَرًّا، وإلا تفعل تكن مع ما نَمُتُّ بفضله، وندلي بأسبابه كالجب لا يحل ولا يرحل، ثُمَّ نرجع بأُنف مصلومة، وجدود عاثرة فَمَحْنَا وأهلينا بسجل من سجالك مُترع.».

## موقعة الجمل
كان هلال بن وكيع من أبرز قادة أم المؤمنين عائشة في موقعة الجمل، مع ذلك إلا أن بعض المصادر تشير إلى أن هلال كان يريد الاعتزال، ومترددًا عن المشاركة في الحرب، وقيل أن الزبير وطلحة كانوا يترددون على منزله في البصرة ويطلبون انضمامه ومساندته، وفي ذلك قال أبو مخنف: «ثم إن طلحة والزبير قالا: إن قدم علي ونحن على هذه الحال من القلة والضعف ليأخذن بأعناقنا، فأجمعا على مراسلة القبائل واستمالة العرب، فأرسلا إلى وجوه الناس وأهل الرياسة والشرف، يدعوانهم إلى الطلب بدم عثمان، وخلع علي، وإخراج ابن حنيف من البصرة..وأرسلوا إلى هلال بن وكيع التميمي فلم يأتهم، فجاءه طلحة والزبير إلى داره، فتوارى عنهما، فقالت له أمة: ما رأيت مثلك! أتاك شيخا قريش فتواريت عنهما! فلم تزل به حتى ظهر لهما، وبايعهما ومعه بنو عمرو ابن تميم كلهم وبنو حنظلة، إلا بني يربوع فإن عامتهم كانوا شيعة علي».
انضم هلال إلى المطالبين بدم عثمان بن عفان، وبايع السيدة عائشة والزبير وطلحة، وذهب هلال بن وكيع يتنقل في بيوت تميم وأخواتها من بني طابخة بن إلياس بالبصرة ويأمرهم بالاشتراك مع السيدة عائشة، والمطالبة بدم عثمان، وقد لبى عدد كبير منهم النداء والتحقوا. ولكن ابن وكيع قوبل بمعارضة شديدة من الأحنف بن قيس، وفي ذلك يقول سيف بن عمر:«لما رجع الأحنف بن قيس من عِنْد على لقيه هلال ابن وكيع بن مالك بن عَمْرو، فَقَالَ: مَا رأيك؟ قَالَ: الاعتزال، فما رأيك؟ قَالَ: مكانفة أم الْمُؤْمِنِينَ، أفتدعنا وأنت سيدنا! قَالَ: إنما أكون سيدكم غدا إذا قتلت وبقيت، فَقَالَ هلال: هَذَا وأنت شيخنا! فَقَالَ: أنا الشيخ المعصي، وأنت الشاب المطاع فاتبعت بنو سعد الأحنف، فاعتزل بهم إِلَى وادي السباع، واتبعت بنو حنظلة هلالا، وتابعت بنو عَمْرو أبا الجرباء فقاتلوا». وقد بايعت وتبعت بني تميم كلها هلال بن وكيع، إلا الأحنف بن قيس ونفر قليل منهم، وفي ذلك قال الشيخ المفيد: « وأقبل هلال بن وكيع الحنظلي إلى الأحنف بن قيس حين بلغه ذلك، فقال: ما يقول سيدنا في هذا الأمر؟ فقال الأحنف إنما أكون سيدكم غدا إذا قلتم إنا وبقيت، فقال هلال: بل أنت سيدنا اليوم وشيخنا، فقال الأحنف: أنا شيخكم المعصي وأنت الشاب المطاع، أقعد في بيتك ولا تخرج مع طلحة والزبير، فأبى - هلال - أن يرضى ثم دعا تميما كلهم فبايعوه إلا نفر منهم».
وتبع هلال بن وكيع من القبائل بنو عمرو بن تميم وحنظلة وضبة والرباب، وفي ذلك روى البلاذري عن أبو مخنف وغيره:«وبايعت أفناء قيس من سليم وعامر، وباهلة وغنى أصحاب الجمل. وبايعهم أيضاً: حنظلة، وبنو عمرو بن تميم، وضبة، والرباب  وعليهم هلال بن وكيع». وقال أَبو اليقظان عمار بن محمد الثوري:«اجتمع بعض القبائل إلى طلحة والزبير كضبة، والرباب، وعامر، وباهلة. وكان على ضبة والرباب هلال بن وكيع بن بشر بن عدس، قبل يوم الجمل».
وعقد لهلال بن وكيع ميسرة الجيش، قال ابن أعثم: «وبلغ طلحة والزبير أن عليا قد تقارب من البصرة في خيله وجمعه، فعزموا على تعبية الناس، فكانت الخيل كلها إلى طلحة ورجالة إلى عبد الله بن الزبير، وعلى خيل الميمنة مروان بن الحكم وعلى رجالتها عبد الرحمن بن عتاب بن أسيد، وعلى خيل الميسرة هلال بن وكيع الدارمي»، وقال البلاذري:«وكان على ميمنة أصحاب الجمل الأزد وعليهم صبرة بن شيمان، وعلى ميسرتهم تميم وضبة والرباب وعليهم هلال بن وكيع بن بشر بن عمرو ابن عدس. وأتي بالجمل فأبرز وعليه عائشة في هودجها وقد ألبست درعا، وضربت على هودجها صفائح الحديد». وقد زعم الشيخ المفيد وابن شهر آشوب أن هلال بن وكيع كان على ميمنة أصحاب الجمل.
وبدأ القتال بين الطرفين، وكانت الميسرة نقطة ضعف جيش أصحاب الجمل، وخذلت تميم هلالاً، فهرب منهم جماعة، على رأسهم جون بن قتادة بن الأعور التميمي، فقال هلال بن وكيع:
وبتزعزع الميسرة مالت الكفة إلى جيش الإمام علي بن أبي طالب، والتقى هلال قائد ميسرة أصحاب الجمل بالأشتر قائد ميمنة الإمام علي، وحصل بينهما قتال شديد انتهى بمقتل هلال بن وكيع، وفي ذلك قال أبو مخنف: «وبعث علي عليه السلام إلى الأشتر: أن احمل على ميسرتهم، فحمل عليها وفيها هلال بن وكيع، فاقتتلوا قتالا شديدا. وقتل هلال، قتله الأشتر، فمالت الميسرة إلى عائشة، فلاذوا بها».